# 資訊經濟
資訊經濟是一個鬆散的名詞，用來描述隨著信息活動和資訊工業增加的一種經濟。
目前並沒有關於資訊經濟的共同定義。這是由於事實上研究者只關心部分資訊活動的增加，而不是它有無達到資訊經濟的標準。很少有研究嚴正的去討論一種經濟中，一個確切的資訊化程度是否足夠將之視為資訊經濟。
有一些爭議曾經被提出，尤其是曼紐·卡斯提爾這個學者，他說資訊經濟不是獨立於工業經濟之外的。他發現一些國家，像是德國、日本發展出工業過程中的資訊化。然而在一個典型的概念中，資訊經濟被認為是經濟的一個舞台或一個階段，隨著狩獵時期、農業時期、工業時期之後而來。這個概念可以廣泛的在資訊社會中觀察到，一個相關卻廣泛的概念。
有許多關於這種暫時性經濟的特質被討論。服務經濟、高科技經濟、晚期資本主義、後福特主義和全球經濟，都是很常使用的詞，他們之間都有一些重疊和矛盾存在。更接近資訊經濟的詞也包含了知識經濟和後工業經濟。還有一個爭論的地方是資訊這個詞本身於經濟和社會相關問題上就沒有很清楚的被定義。此外將暫時經濟概念化的必要抉擇是有關於政策的期望和政治的必須。